# Aboubacar Sawadogo
Babayouré Aboubacar Sawadogo (ur. 10 sierpnia 1989 w Bobo-Dioulasso) – burkiński piłkarz grający na pozycji bramkarza. Od 2020 jest zawodnikiem klubu Rail Club du Kadiogo.

## Kariera klubowa
Swoją karierę piłkarską Sawadogo rozpoczął w klubie Rail Club du Kadiogo, w barwach którego zadebiutował w burkińskiej Superdivision. W sezonach 2015/2016 i 2016/2017 wywalczył z nim dwa mistrzostwa Burkiny Faso. Zdobył też Puchar Burkiny Faso w sezonie 2011/2012 oraz sięgnął po wicemistrzostwo w sezonie 2017/2018.
W sezonie 2018/2019 Sawadogo grał w saudyjskim drugoligowcu, Al-Nojoom FC. W sezonie 2019/2020 występował w AS Douanes Wagadugu, a w 2020 wrócił do Rail Club du Kadiogo.

## Kariera reprezentacyjna
W reprezentacji Burkiny Faso Sawadogo zadebiutował 12 sierpnia 2017 w zremisowanym 2:2 meczu Mistrzostw Narodów Afryki 2018 z Ghaną, rozegranym w Wagadugu. W tym samym roku był w kadrze Burkiny Faso na Puchar Narodów Afryki 2017, jednak nie rozegrał na nim żadnego meczu. Zajął na nim 3. miejsce.
W 2022 roku Sawadogo został powołany do kadry na Puchar Narodów Afryki 2021. Wraz z Burkiną Faso zajął 4. miejsce na tym turnieju. Rozegrał na nim jeden mecz, o 3. miejsce z Kamerunem (3:3, k. 3:5).